# Йордан Матеев (писател)
Йордан Матеев Йорданов е съвременен български писател.

## Биография
Завършва през 1981 г. Техникума по корабостроене и корабоплаване „Кирил Халачев“. Работи до 1990 г. във Варненската корабостроителница, а 3 години по-късно се дипломира в Икономическия университет във Варна.
До 1994 г. е бил началник на поща, а през следващите години е репортер и редактор във вестниците „Седем дни“ – Девня, областния ежедневник „Народно дело“ и седмичното издание „Бизнес витрина“.
През 1992 г. излизат от печат сборникът му с разкази на ужасите „За една нежна душа“ и илюстрованата приказка „Бягството на Роби“. Публикува над 20 криминални разказа в списание „БТА Паралели“ с псевдонима Джордан М. Джордан. Печелил е втора награда на Националния конкурс за криминален разказ „Атанас Мандаджиев“.
През 2007 г. излиза първият му роман „Веригите на злото“, издаден от ИК „Световит“. Година по-късно ИК „Ъндърграунд“ пуска на книжния пазар втория му роман „Война на видовете“. ИК „Феникс Дизайн“ сключва договор с писателя за поредица от 5 негови книги, които вече са на книжния пазар. Това са романите „Книга, написана на пясък“, „Смърт край морето“, „Смъртоносен гняв“ и „Последната жътва на Козела“.
Последната издадена книга от автора е „Другият ръкопис“, посветена на убийството на писателя Георги Стоев. Други заглавия от автора са „Разпятие за Легионера“ и „Жадни за кръв“, вампирска история, новелата „Българско зомби“, романа „Червенокосата Ади“, новелата на ужаса „Ритуалът“, фентъзи-романа „Наричаха ме смърт“ (летописите на Дрен}.